# Slag bij Miedum
De Slag bij Miedum is een van de kleinere veldslagen uit de Grote Friese Oorlog. De veldslag vond plaats op, of de dag na 19 augustus 1419, even ten zuiden van Franeker bij Miedum.  

## Achtergrond en de slag
Nadat de Schieringers door de geallieerden bij Dokkum waren verslagen werden er onderhandelingen gevoerd om de oorlog te beëindigen. De plannen voor vrede waren aardig gevorderd toen er een geschil ontstond tussen de Schieringer hoofdeling Sicko Sjaerda met een groep aanhangers van de Vetkopers.
De aanleiding voor het conflict was de gevangenneming van een gewelddadige dief door Sicko Sjaerda. Sicko wilde de dief berechten, maar Vetkopers uit de omgeving van Franeker wilden dat de dief aan hun uitgeleverd werd, hetgeen door Sicko werd geweigerd. Het geschil escaleerde en omdat de dief in Franeker, het machtscentrum van Sicko, gevangengehouden werd, verzamelden de Vetkopers een gewapende krijgsmacht en deden op 19 augustus 1419 een aanval op Franeker.  
Sicko Sjaerde had de aanval zien aankomen en zijn eigen knechten gemobiliseerd waar ook buitenlandse huurlingen bij zaten. Met dit leger slaagde hij de aanval op Franeker af te slaan en het Vetkoperse leger te verjagen. Vervolgens zette hij achtervolging in op de Vetkopers. In de weilanden bij Miedum dat de "Spaensche miede" genoemd werd haalde hij de achtervolgden in en dwong deze tot een gevecht. In de slag bij Miedum versloeg hij de Vetkopers en nam de overwonnenen gevangen. 